# Тихонов, Борис Николаевич
Борис Николаевич Тихонов (1922, станица Лабинская, Краснодарский край — 1972, Краснодар) — участник Великой Отечественной войны, гвардии капитан, Герой Советского Союза (1946). Награждён семью орденами СССР и многими медалями.

## Биография
Родился 17 мая 1922 года в станице Лабинская ныне Краснодарского края в семье рабочего.
В 1938 году окончил таганрогскую школу № 2 имени А. П. Чехова. Закончив в 1940 году два курса Таганрогского авиационного техникума и аэроклуб, поступил в Чкаловскую военную авиационную школу пилотов.
Участник Великой Отечественной войны с августа 1943 года. Командир звена 175-го гвардейского штурмового авиационного полка (11-я гвардейская штурмовая авиационная дивизия, 16-я воздушная армия, 1-й Белорусский фронт), старший лейтенант. Совершил более 120 боевых вылетов на штурмовку врага.
Член КПСС с 1945 года. В 1951 году окончил Краснодарскую высшую офицерскую школу штурманов. С 1956 года капитан Тихонов — в запасе.
Жил в Краснодаре. Умер 17 октября 1972 года. Похоронен в Краснодаре на Славянском кладбище.

## Государственные награды
- Герой Советского Союза (15 мая 1946 года);
- орден Ленина;
- три ордена Красного Знамени;
- орден Отечественной войны I степени
- два ордена Красной Звезды;
- медали.